# Leányvállalat
Leányvállalat olyan jogi személy, amelyet más gazdálkodó szervezet(ek), illetőleg gazdasági tevékenységet is folytató más jogi személyek (pl. gazdasági társaság stb.) hozhatnak létre.

## Jellemzői
- A leányvállalat jogi személy.
- Gazdaságilag a létesítő vállalathoz tartozik, 
  - az anyavállalat pénzzel támogathatja,
  - anyagi eszközöket vonhat el tőle, stb.

A leányvállalatra az anyavállalat közvetlenül vagy közvetve meghatározó befolyást gyakorol tulajdonosi jogai alapján.
 A függés egyértelmű. Általában tőkeerős gazdasági társaságok alapítanak leányvállalatot, leggyakrabban akkor, amikor termelésüket, szolgáltatásnyújtásukat más országba helyezik át.
A befolyás formái :
- 100%-os tulajdonosként a szavazatok többségével rendelkezik,
- más tulajdonosokkal kötött szerződés alapján a szavazatok többségét birtokolja,
- a társaság tulajdonosaként speciális jogai vannak (pl.vezető tisztségviselők kinevezése, visszahívása, stb.),
- tulajdonosi szerződések vagy az alapító okiratban foglaltak szerint döntő irányítást gyakorol (ilyenkor nem feltétel a szavazati arány).

## Magyarországi szabályozás
A polgári törvénykönyvről szóló 2013. évi V. törvény hatálybalépésével összefüggő átmeneti és felhatalmazó rendelkezésekről szóló törvény úgy rendelkezik, hogy a Ptk. hatálybalépésekor működő, a polgári törvénykönyvről szóló 1959. évi IV. törvényben nevesített állami vállalat, tröszt, egyéb állami gazdálkodó szerv, egyes jogi személyek vállalata, valamint a leányvállalat a 2014. március 14-én hatályos, rá vonatkozó jogszabályok szerint működhet tovább, azonban ilyen típusú jogi személyek nem alapíthatóak Mivel a leányvállalat alapításának korlátozása magyarországi jogszabályi intézkedés, ezért a 2000. évi C. törvény "A számvitelről" szabályozza legfelsőbb szinten fogalmukat, könyvvitelüket és kapcsolódó nyilvántartási kötelezettségüket.

## Története Magyarországon

### Tervutasításos rendszer
Magyarországon a tervutasításos gazdaságirányítási rendszerben az államigazgatás vállalatalapítási monopóliuma érvényesült. 1967-ben, az új gazdasági mechanizmus bevezetésével a jogi szabályozás már lehetővé tette, hogy állami vállalat más vállalatokkal együttesen közös vállalatot alakítson. Arra nem volt lehetőség, hogy egyetlen állami vállalat egyedül is alapíthasson leányvállalatot. A leányvállalat alapítását a vállalati törvény módosítása tette kifejezetten lehetővé.
Leányvállalatot  állami vállalat, szövetkezet, költségvetési szerv illetve jogi személyiséggel rendelkező gazdasági társulás (a továbbiakban: anyavállalat), sőt, tröszt is létrehozhatott. A létrehozás feltételei megegyeztek a gazdasági társaságok alapításának feltételeivel.
Az anyavállalattal való szoros függőség minden szinten kimutatható, így a leányvállalat vezetőit az anyavállalat nevezi ki, az üzletmenetet, üzletszabályzatot is az anyavállalat határozza meg, azonban garanciális, munkajogi szabály, hogy a leányvállalat dolgozói a leányvállalattal állnak munkaviszonyban.

### Európai uniós rendszer
„30 éves tárgyalásokat követően a Tanács elfogadta az európai részvénytársaság létrehozásához szükséges két jogalkotási eszközt, vagyis az európai részvénytársaság statútumáról szóló 2157/2001/EK rendeletet és az európai részvénytársaság statútumának a munkavállalói részvételre vonatkozó kiegészítéséről szóló 2001/86/EK irányelvet. A rendelet megteremti a lehetőségét, hogy egy társaság az Unió területén uniós részvénytársaság »Societas Europaea« (SE) formájában jöjjön létre. Számos lehetőséget biztosítottak a legalább két tagállamban működő olyan vállalkozások tekintetében, amelyek SE-ként kívánnak megalakulni: összeolvadás, holding létrehozása, leányvállalat létrehozása vagy SE-vé való átalakulás.”